# Pablo Turturiello
Pablo Turturiello Rol (Montevideo, 18 de enero de 1999), también conocido como Turtu, es un actor, personalidad de televisión, cantante y compositor uruguayo. Es reconocido por su participación en musicales como Heathers y Rent de la avenida Corrientes, y las series FreeKs y Sé tú misma de la plataforma Disney+.

## Biografía
Nacido el 18 de enero de 1999 en Montevideo, desde temprana edad comenzó a tomar clases de piano, guitarra y canto. En 2015 participó del reality show de Teledoce, Yo me llamo en el cual personificó al cantante Adam Levine, y terminó como finalista del certamen.
Tras finalizar sus estudios secundarios viajó Nueva York para estudiar arte dramático en la universidad Marymount Manhattan College. Tras su regreso, en enero de 2020 se trasladó a Buenos Aires para realizar audiciones para obras musicales y continuar estudiando. En julio de ese año fue anunciado como partenaire de la modelo Floppy Tesouro en la quinta temporada del reality Cantando por un sueño.
A principios de 2021 formó parte del elenco del streaming del musical Rent. También protagonizó una película musical para la plataforma Disney+ llamada Mr Gardel, donde interpretó a Frank Sinatra. A finales de ese año rodó la serie Freeks para la Disney+, que sería estrenada en junio de 2023.
A principios de 2022 lanzó su primer tema solista, titulado «Vivir sin vos», bajo el nombre artístico Turtu y producido por Jaime Ramona y compuesto por él mismo. En febrero de ese año formó parte del musical argentino Lo quiero ya, en el complejo teatral Centro Tractatus. A mediados de año protagonizó el musical Footloose en el Teatro del Globo, actuación que le valió su primera nominación a los Premios Hugo en la categoría de Mejor Actuación Protagónica Masculina.
En septiembre de 2022 fue anunciado como parte del elenco principal de la nueva serie infantil-juvenil de Disney Channel, Sé tú misma, en el papel de Ciro. En 2023 interpretó al músico del grupo Virus, Marcelo Moura en la miniserie de Netflix, El amor después del amor. En julio de ese año fue seleccionado para el papel de Ram Sweeney en la obra Heathers: el musical dirigida por Fernando Dente en el Teatro Ópera de la Avenida Corientes.
En 2024 volvió a participar del musical Rent, en el papel de Roger Davis. En mayo de ese año fue anunciado como nuevo panelista e investigador del concurso de talentos ¿Quién es la máscara? de Teledoce, versión uruguaya del formato surcoreano King of Mask Singer. En octubre se lo anunció como el conductor de la versión juvenil del programa de concurso, 100 uruguayos dicen.
A comienzos de 2025 fue anunciado como parte del elenco del musical La Sirenita en el Teatro Gran Rex, donde interpretará al Príncipe Eric. El estreno está previsto para el 5 de junio de 2025.

## Trayectoria
| Año  | Título                                   | Papel            | Notas         |
| ---- | ---------------------------------------- | ---------------- | ------------- |
| 2023 | Cuando Frank conoció a Carlitos          | Frank Sinatra    |               |
| 2024 | ¿Quién quiere casarse con un astronauta? | Stefano          |               |
| TBA  | Los impresentables                       | Mauricio Deveaux | Posproducción |
| TBA  | Los ojos del abismo                      | Kent             | Posproducción |

| Año           | Título                     | Papel               | Notas               |
| ------------- | -------------------------- | ------------------- | ------------------- |
| 2015          | Yo me llamo 2              | Participante        | Imita a Adam Levine |
| 2020          | Cantando 2020              | Participante        | 14.to eliminado     |
| 2022          | Limbo                      | Invitado 1          | Episodio: «Sou Sou» |
| 2023          | El amor después del amor   | Marcelo Moura       |                     |
| 2023          | Freeks                     | Coco Giacometti     |                     |
| 2023          | Sé tú misma                | Ciro                |                     |
| 2024          | ¿Quién es la máscara?      | Juez e investigador |                     |
| 2024-presente | 100 uruguayos dicen Junior | Conductor           |                     |

| Año  | Obra                 | Rol           | Director           | Notas                                  |
| ---- | -------------------- | ------------- | ------------------ | -------------------------------------- |
| 2018 | La lámpara mágica    | Príncipe Hube | Sebastián Bandera  | Teatro Lawn Tennis                     |
| 2021 | Rent                 | Steve         | Juan Álvarez Prado | Galpón de Guevara (streaming)          |
| 2022 | Footloose            | Ren McCormack | Elías Cafiero      | Teatro del Globo (Buenos Aires)        |
| 2022 | Lo quiero ya         | Kevin         | Emilio Gallardo    | Centro Cultural Tractatus (Montevideo) |
| 2023 | Heathers, el musical | Ram Sweeney   | Fernando Dente     | Teatro Ópera (Buenos Aires)            |
| 2024 | Rent                 | Roger Davis   | Fernando Dente     | Teatro Ópera (Buenos Aires)            |
| 2025 | La sirenita          | Príncipe Eric | Ariel Del Mastro   | Teatro Gran Rex (Buenos Aires)         |

## Discografía

### Sencillos
| Título                | Año  |
| --------------------- | ---- |
| Todos Te Miran        | 2023 |
| Sombras               | 2023 |
| «Vivir Sin Vos»       | 2022 |
| «Estuve Bien (O Mal)» | 2022 |
| «Fuego Lento»         | 2022 |
| No Te Registro        | 2022 |

## Premios y nominaciones
| Año  | Organización | Categoría              | Trabajao             | Resultado | Ref(s) |
| ---- | ------------ | ---------------------- | -------------------- | --------- | ------ |
| 2022 | Premios Hugo | Mejor actor            | Footloose            | Nominado  | [ 23 ] |
| 2023 | Premios Hugo | Mejor actor de reparto | Heathers, el musical | Nominado  | [ 24 ] |